# Szanháríb Malki
Szanháríb Malki Szabáh (arabul: سنحاريب ملكي صباح; a nemzetközi sportsajtóban legtöbbször Sanharib Malki; Kámisli, 1984. március 1. –) szíriai labdarúgó, szerepel hazája válogatottjában, 2013 óta a török élvonalban szereplő Kasımpaşa csatára. Rendelkezik török állampolgársággal is.
Első európai gólját a KSV Roeselare színeiben lőtte, a 2006–2007-es UEFA-kupa első selejtezőkörében a macedón FK Vardar volt az "áldozat".
Az arámiai etnikum tagja. Arámiai hírességként a Szíriai Arámiai Szövetség nagykövete, és gyakran nyilatkozik a holland médiában és nyílt leveleket ír holland minisztereknek az arámiaiak helyzetéről hazáikban (Szíria és Irak).

## Pályafutása

### Korai évek
Malki pályafutását a belga Jette csapatánál kezdte. 2002. július 1-én ingyen került a St. Gilloise csapatához, amely később 13 ezer euróért adta el.

### Klubcsapatban
Profi pályafutását Belgiumban, a Union St.-Gilloise csapatánál kezdte. Itt 3 év alatt 100 bajnokin játszott, közel félszáz gólt lőtt (45). Utolsó fél szezonjában kevés lehetőséget kapott a másodosztályú csapatban, mindössze 4 meccsen szerepelt (igaz, ezeken 4 gólt lőtt), ezért januárban szerződtette az élvonalbeli Roeselare. A KSC Lokeren ellen mutatkozott be, csereként 4 percet kapott. Inkább csak kiegészítő embernek számított, de a következő szezonban is maradt a klubnál, csak télen távozott, amikor a Germinal Beerschot szerződtette. Kellett egy kis idő, amíg beverekedte magát a kezdőbe, de ezután stabil csapattag lett. A 2008-09-es szezonban többször is sérüléssel bajlódott. 2009 augusztusában a Lokerenhez igazolt. Első szezonjában stabil csapattag volt, de második félszezonjában mindössze 2 meccsen játszott csereként, ezért Görögországba került fél évre kölcsönbe: a Panthrakikósz szerződtette a szíriai játékost. Nem lett alapember, fél év után visszatért Belgiumba, ahonnan szinte egyből a holland Roda JC szerződtette, ahol Németh Krisztián és Kádár Tamás is volt csapattársa. Alapember volt, a második szezonban megválasztották csapatkapitánynak. 2013. nyarán a török élvonalbeli Kasımpaşa nagyjából másfél millió euróért szerződtette. Jó befektetésnek bizonyult, hiszen fél év múlva már  közel kétszer ennyit ért. Ez annak volt köszönhető, hogy minden sorozatot együttvéve 36 meccsen lőtt 7 gólt, és adott 6 gólpasszt.

### A válogatottban
Először a 2010-es világbajnokság selejtezőin volt válogatott, a 2008. június 8-adiki Szíria–Kuvait mérkőzésen mutatkozott be, ezzel kizárva annak a lehetőségét, hogy belga válogatott legyen, ez azért volt fontos, mert egy hónappal a találkozó előtt a belga U23-as csapattal edzőtáborozott.

## Statisztikák

### Klubcsapatban
| szezon    | klub                        | ország      | kiírás                                 | meccsek | gólok |
| --------- | --------------------------- | ----------- | -------------------------------------- | ------- | ----- |
| 2004-2005 | Royale Union Saint-Gilloise | Belgium     | Championnat de Belgique de football D2 | 30      | 10    |
| 2005-2006 | Royale Union Saint-Gilloise | Belgium     | Championnat de Belgique de football D2 | 15      | 9     |
| 2005-2006 | KSV Roulers                 | Belgium     | Jupiler League                         | 13      | 1     |
| 2006-2007 | KSV Roulers                 | Belgium     | Jupiler League                         | 10      | 6     |
| 2006-2007 | KFC Germinal Beerschot      | Belgium     | Jupiler League                         | 10      | 0     |
| 2007-2008 | KFC Germinal Beerschot      | Belgium     | Jupiler League                         | 33      | 16    |
| 2008-2009 | KFC Germinal Beerschot      | Belgium     | Jupiler League                         | 21      | 6     |
| 2009-2010 | KSC Lokeren                 | Belgium     | Jupiler League                         | 23      | 2     |
| 2009-2010 | KSC Lokeren                 | Belgium     | Play-Off II A                          | 6       | 1     |
| 2010-2011 | KSC Lokeren                 | Belgium     | Jupiler League                         | 1       | 0     |
| 2010-2011 | Panthrakikósz               | Görögország | Beta Ethniki                           | 13      | 1     |
| 2011-2012 | Roda JC                     | Hollandia   | Eredivisie                             | 33      | 25    |
| 2012-2013 | Roda JC                     | Hollandia   | Eredivisie                             | 36      | 20    |